# Bistum Cariati
Koordinaten: 39° 30′ N, 16° 57′ O
Das Bistum Cariati (lat. Dioecesis Cariatensis) war eine Diözese der römisch-katholischen Kirche mit Sitz in der Stadt Cariati in der Provinz Cosenza in der Region Kalabrien (Italien). 1437 wurde das Bistum formal durch Abspaltung vom Erzbistum Rossano begründet und zugleich mit dem Bistum Cerenzia in Personalunion verbunden. 1818 wurden die Bistümer Cerenzia, Strongoli und Umbriatico in das Bistum Cariati inkorporiert. 1979 wurde das Bistum Cariati aufgehoben und das Bistumsgebiet aufgeteilt. Die Gebiete der früheren Bistümer Cerenzia, Strongoli und Umbriatico wurden an das Bistum Crotone angeschlossen, während das ursprüngliche Bistumsgebiet von Cariati in das Erzbistum Rossano inkorporiert wurde, das nun Erzbistum Rossano und Cariati, später Erzbistum Rossano-Cariati genannt wurde.

## Lage
Das Bistumsgebiet (vor der Vereinigung mit den Bistümern Cerenzia, Strongoli und Umbriatico) umfasste die Gemeinden Cariati, Terravecchia, Scala Coeli und San Morello. Das Bistum grenzte im Norden und Westen an das Erzbistum Rossano, im Süden an das Bistum Umbriatico und im Osten an den Golf von Tarent. Die Kathedrale (Bischofskirche) in Cariati war bzw. ist (noch) dem Hl. Erzengel Michael geweiht.

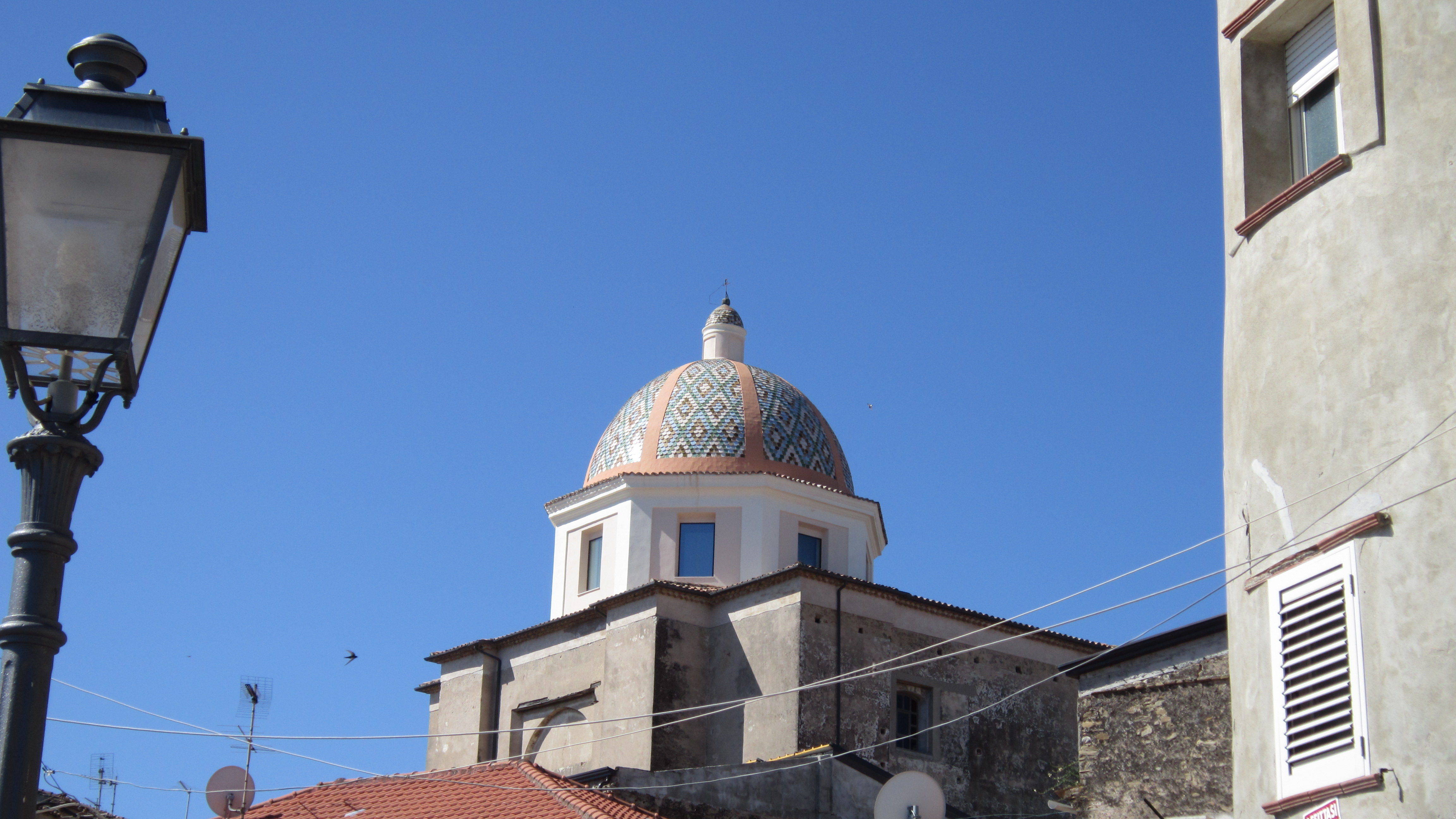
Kuppel der Kathedrale

## Geschichte
Papst Eugen IV. begründete am 27. November 1437 das Bistum Cariati durch Abspaltung der oben genannten Gemeinden vom Erzbistum Rossano. Es wurde zugleich mit dem wesentlich älteren Bistum Cerenzia in Personalunion verbunden. Die Bistumsgebiete waren nicht benachbart bzw. nicht zusammenhängend, sondern durch einen Gebietsteil des Erzbistums Rossano voneinander getrennt. Bis 1818 hieß dieses vereinigte Bistum auch Bistum Cariati und Cerenzia (oder auch Bistum Cerenzia und Cariati). Der Bischofssitz war in Cariati. Der ältere Bischofssitz in Cerenzia vecchia oder Acerenthia verfiel im ausgehenden Mittelalter und in der frühen Neuzeit immer mehr. Heute ist Acerenthia eine Ruinenstadt. Etwa 3 km südwestlich von Cerenzia vecchia entfernt entstand vor allem ab dem 19. Jahrhundert die heutige Gemeinde Cerenzia.
Der Bischofssitz Cariati war vor allem im 16. Jahrhundert Piratenangriffen aus den Barbareskenstaaten ausgesetzt. So wurden bei einem Überfall des osmanischen Korsaren Khair ad-Din Barbarossa 1544 hunderte von Einwohnern als Sklaven verschleppt, darunter auch der aus Katalonien stammende Bischof Joan Canut, der 1545 in Algier starb. Die Kathedrale und der Bischofspalast von Cariati wurden zerstört. 1557 wurde Cariati erneut von türkischen Seestreitkräften eingenommen und geplündert.
Bischof Maurizio Ricci (1619–1627) gründete das Diözesanseminar in Verzino.
Mit der Bulle De utiliori vom 27. Juni 1818 von Papst Pius VII. wurde das Bistum Cariati im Rahmen der Neuordnung der Diözesen des Königreichs beider Sizilien durch die Inkorporierung der Bistümer Cerenzia, Strongoli und Umbriatico stark vergrößert. Das Bistum Cariati wurde dem Erzbistum Santa Severina als Suffraganbistum unterstellt. 1979 wurde das Bistum Cariati mit dem Erzbistum Rossano zum Erzbistum Rossano und Cariati vereinigt. Allerdings wurden die Gebiete der früheren Bistümer Cerenzia, Strongoli und Umbriatico abgetrennt und an das Bistum Crotone angeschlossen. Das Bistum Crotone und das Erzbistum Santa Severina wurden seit dem 21. Dezember 1973 in Personalunion verwaltet, und schließlich am 30. September 1986 zum Erzbistum Crotone-Santa Severina vereinigt. Das Erzbistum Crotone-Santa Severina wurde dem Erzbistum Catanzaro-Squillace als Suffraganbistum unterstellt.
Das Erzbistum Rossano und Cariati wurde 1986 in Erzbistum Rossano-Cariati umbenannt und als Suffraganbistum dem Erzbistum Cosenza-Bisignano unterstellt.

## Bischöfe von Cariati und Cerenzia (oder Cerenzia und Cariati)
Die Zusammenstellung erfolgte nach der Website www.catholic-hierarchy.org sowie den Arbeiten von Ughelli, Cappelletti Gams und Eubel.
| Bischof/Verwalter | Amtszeit/Nachweis                                        | Sonstige Ämter und Bemerkungen |
| --- | -------------------------------------------------------- | --- |
| Joannes de Volta/Joannes de Voltis/Giovanni de Volti | 20. März 1437 bis † 1439                                 | am 27. März 1439 zum Bischof von Crotone gewählt, aber nicht bestätigt                                                                                        |
| Galeottus Quatrimanus/Galeotus Guadrimani/Galeotto Quadrimano/Galeotto Quattrimani                                                                              | 27. März 1439 bis 27. Januar 1440                        | wurde 1440 zum Bischof von Cotrone ernannt, nicht bei Eubel                                                                                                   |
| Bartholomaeus/Bartolomeo/Bartolommeo | 27. Januar 1440                                          | wurde ? zum Bischof von Argicoli ernannt nicht in Eubel |
| Joannes/Giovanni | ? bis † 1481                                             | nicht in Eubel |
| Petrus de Sonnino/Pietro (de) Sonnino/Petro da Sonnino | 22. Oktober 1481 bis 26. Januar 1489                     | wurde 1489 zum Bischof von Nicastro ernannt |
| Antonius/Franciscus/Francesco/Antonio/Antonio Prete | 26. Januar 1489 bis † 1500                               | Priester von Lucera |
| Hieronymus/ Hieronymus Candidus/Girolamo Candido/Gerolamo | 20. November 1500 bis † 1504                             | OFM |
| Franciscus Dentici/Francesco Dentice | 7. März 1504 bis † 1505                                  | zum Bischof gewählt, aber nicht geweiht |
| Martinus de Lignano/Martino de Lignano/Martino (da) Legnano | 6. Oktober 1505 bis † 1506                               | OP |
| Joannes de Sersalis/Joannes de Sersali/Joannes de Sarsalis/Giovanni Sarsali/Giovanni de Sersali                                                                 | 12. August 1506 (gewählt) bis nach 1512                  | |
| Thomas Cortesi/Tommaso Cortesi/Tommaso Cortese | ? bis 1520                                               | resignierte |
| Antonius Herculani/Antonius Herculanus/Antonio Ercolani | 21. Mai 1520 bis circa † 1523/1529                       | |
| ?Franciscus Misasi/Francesco Misasi | ca. 1525 bis ?                                           | nicht in Ughelli, nicht in Eubel |
| Thomas Cortesi/Tommaso Cortesi | vor 16. Januar 1529 bis 3. März 1533                     | wurde 1533 zum Bischof von Vaison (Frankreich) ernannt |
| Thaddaeus Pepulus/Thaddaeus Papuli/Thaddaeus de Pepulis/Taddeo Pepoli                                                                                           | 3. März 1533 bis 15. Januar 1535                         | OSBOliv, wurde 1535 zum Bischof von Carinola ernannt |
| Joannes Carnutus/Joannes Canuti/Juan Canuti/Giovanni Carnuto | 15. Januar 1535 bis † 1545 in Algier                     | war vorher Bischof von Carinola |
| Franciscus Monaldus/ Francesco Monaldo/Francesco Monaldi | 1545 bis 1545                                            | fehlt in Gams und Eubel, Amt wohl nicht angetreten |
| Antonius Falconibus/Marcus Antonius Falconi/Marcus Antonius Falconicus/Marco Antonio Falconi/Marc Antonio de Falconi                                            | 17. April 1545 bis † 1556                                | |
| Fredericus Fantuzzi/Federicus Fantucius/Federicus Fantutius/Federico Fantuzzi                                                                                   | 5. Juli 1557 bis † 1561                                  | nahm 1563 am Konzil von Trient teil |
| Alexander Crivelli/Alexander Crivellius/Alessandro Crivelli | 10. März 1561 bis 23. Januar 1568                        | resignierte, 1565 zum Kardinal ernannt, apostolischer Nuntius in Spanien, danach Kardinaldiakon und Kardinalpriester                                          |
| Jacobus Malumbra/Petrus Jacobus Malumbra/Pietro Giacomo Malumbra/Jacopo Malombra/Giacomo Malombra                                                               | 23. Januar 1568 bis 1573                                 | resignierte |
| Sebastianus Maffa/Sebastiano Maffo/Sebastiano Maffa/Sebastiano Massa                                                                                            | 9. März 1573 bis † 1576                                  | |
| Joannes Baptista de Ansaldis/Joannes Baptista Ansaldi/Joannes Baptista Ansaldus//Giovanni Battista Ansaldo/Giovanni Battista Ansaldi/Giambattista degli Ansaldi | 24. Oktober 1576 bis † 1578                              | |
| Tarquinius Priscus/Tarquinium Priscum/Tarquinio Prisco | 14. November 1578 bis † 1585                             | |
| Nardus/Nardus Fanensis/Caesar Nardus Fanesis/Cesare Nardo/Nardo da Fano/Leonardo da Fano                                                                        | 9. September 1585 bis † 1586                             | OFMConv, Doktor der Theologie |
| Octavianus de Tagliacozzo/Ottaviano da Tagliacozzo/Ottavio da Tagliacozzo                                                                                       | 5. November 1586 bis † 1586                              | nicht in Eubel |
| Propertius Resta Capelli/Propertius Resta de Capellis/Propertius Resta de Tagliacoccio/Properzio Resta                                                          | 5. November 1586 bis † 6. Mai 1601                       | OFMConv |
| Philippus Gesualdi/Philippus Gesualdus/Filippo Gesualdo | 15. April 1602 bis † 1619                                | OFMConv |
| Mauritius Ricci/Mauritius Riccius/Maurizio Ricci | 8. April 1619 bis † 1627                                 | |
| Laurentius Fea/Laurentius Phea/Laurentius Phoeus (Fei)/Lorenzo Fei/Lorenzo Fea                                                                                  | 27. November 1627/29. November 1627 bis † August 1631    | |
| Franciscus (de) Gonzaga/Francesco Gonzaga | 21. Februar 1633 bis 18. November 1657/17. Dezember 1657 | CR wurde 1657 zum Bischof von Nola ernannt |
| Agatius de Summa/Agatius de Summa (Somma)/Agazio di Somma | 13. Januar 1659 bis 28. April 1664                       | wurde 1664 zum Bischof von Catanzaro ernannt |
| Hieronymus Barzellini/Hieronymus Barzellinus/Girolamo Barzellini/Gerolamo Barzellini/Girolamo Barzellino                                                        | 21. Juli 1664 bis † 8. April 1688                        | |
| Sebastianus de Francis/Sebastiano delli Frangi/Sebastiano de Franchi/Sebastiano delli Franci                                                                    | 9. August 1688 bis † ca. Oktober 1714                    | |
| Bartholomaeus Porzio/Bartholomaeus Portius/Bartolomeo Porzio/Bartolommeo Porzio                                                                                 | 6. April 1718 bis † November 1719                        | |
| Joannes Andreas Tria/Giovanni Andrea Tria/Gian Andrea Tria | 2. März 1720/4. März 1720 bis 23. Dezember 1726          | wurde 1726 zum Bischof von Larino ernannt, Apostolischer Nuntius in Portugal resignierte 1741 das Bistum Larino, 1741 bis 1761 (Titular-)Erzbischof von Tyrus |
| Marcus Antonius Raimondi/Marco Antonio Raimundi/Antonio Raimondi                                                                                                | 23. Dezember 1726 bis † 22. September 1732               | |
| Carolus Ronchi/Carlo Ronchi | 19. Dezember 1732 bis † 9. Januar 1764                   | |
| Franciscus Maria Trombini/Francesco Maria Trombini | 9. April 1764 bis † 28. Juli 1785/September 1786         | |
| Sedisvakanz | 1785 bis 1792                                            | |
| Felix Antonius de Alessandris/Felice Antonio d’Alessandria/Felice Antonio degli Alessandri                                                                      | 26. März 1792 bis † 18. Januar 1802                      | |
| Sedisvakanz | 1802 bis 1819                                            | |

Der von Francesco Russo aufgeführte Bischof Bernardo Boiardo (Caraciensis), gewählt am 27. November 1437 war nicht Bischof von Cariati, sondern Bischof von Charran in Armenien.

## Bischöfe von Cariati
| Bischof/Verwalter                                       | Amtszeit/Nachweis                       | Sonstige Ämter und Bemerkungen                            |
| ------------------------------------------------------- | --------------------------------------- | --------------------------------------------------------- |
| Gelasius Ferrao/Gelasio Serao/Gelasio Serrao            | 4. Juni 1819 bis † 1838                 |                                                           |
| Nicolaus Golia/Niccola Golia/Niccolò Golia/Nicola Golia | 11. Juli 1839 bis † 27. April 1873      |                                                           |
| Pietro Maglione                                         | 15. Juni 1874 bis † 18. Dezember 1876   | wurde 1876 zum Bischof von Capaccio-Vallo ernannt         |
| Giuseppe Antonio Virdia                                 | 12. März 1877 bis 23. Februar 1903      | OFMConv, resignierte                                      |
| Lorenzo Chieppa                                         | 22. Juni 1903 bis 23. Juni 1909         | wurde 1909 zum Bischof von Lucera ernannt                 |
| Giovanni Scotti                                         | 21. Februar 1911 bis 13. Dezember 1918  | wurde 1918 zum Erzbischof von Rossano und Cariati ernannt |
| Giuseppe Antonio Caruso                                 | 10. März 1919 bis 26. August 1927       | wurde 1927 zum Bischof von Oppido Mamertina ernannt       |
| Sedisvakanz                                             | 1927 bis 1936                           |                                                           |
| Eugenio Raffaele Faggiano                               | 15. Februar 1936 bis 25. September 1956 | CP, resignierte                                           |
| Orazio Semeraro                                         | 22. März 1957 bis 30. April 1967        | wurde 1967 zum Erzbischof von Brindisi ernannt            |
| Sedisvakanz                                             | 1967 bis 1973                           |                                                           |
| Giuseppe Agostino                                       | 21. Dezember 1973 bis 4. April 1979     | trat zurück                                               |